# حوزه انتخابیه ششم نیوجرسی
حوزه انتخابیه ششم نیوجرسی یک حوزه انتخابیه مجلس نمایندگان آمریکا است که در ایالت نیوجرسی قرار دارد.